# Medulla Musicke
Medulla Musicke von Thomas Robinson, erschienen 1603 in London, ist ein heute verschollenes Musiklehrbuch.
Es gibt sogar die Spekulation, dass Medulla Musicke niemals erschienen sein könnte, obwohl sich Thomas Robinson in der Einleitung seines zweiten Werkes von 1603, The Schoole of Musicke, auf den Erfolg von Medulla Musicke zu beziehen scheint: 

“Right courteous Gentlemen, and gentle Readers, your fauourable acceptance of my first fruits from idlenesse, hath eccited mee further to congratulate your Musicall endeauours.”

„Jawohl, Herrschaften, und werte Leser, ihre gefällige Billigung der ersten Früchte meines unwürdigen Schaffens regte mich an, ihrem Bestreben, das Musizieren zu erlernen, weiter entgegenzukommen.“

Medulla Musicke soll unter anderem 40 Bearbeitungen von Arrangements William Byrds und Alfonso Ferraboscos des damals bekannten Liedes Miserere in Form von Kanons enthalten haben.